# Landesgeschichtliche Bibliothek Bielefeld
Die Landesgeschichtliche Bibliothek Bielefeld (LgB) ist eine wissenschaftliche Bibliothek in der ostwestfälischen Stadt Bielefeld.

## Sammlungsgebiet und Bestand
Die Bibliothek wurde als Heimatbücherei gegründet und strebt im Sammlungsgebiet „Bielefeld“ Vollständigkeit an (Motto: „Alles über Bielefeld“). Geographisch bezieht sich das Sammlungsziel auf die Regionen Ravensberg, Ostwestfalen-Lippe und Westfalen.
Zum Bestand mit über 100 000 Objekten gehören Bildbände, Monographien, Aufsatzsammlungen, Vereinsfestschriften und Abschlussarbeiten.

## Leitung
Leiter ist Jochen Rath. Ein ehemaliger Leiter ist der Honorarprofessor der Universität Bielefeld Reinhard Vogelsang.